# بیرگلاند
بیرگلاند (به آلمانی: Birgland) یک شهر در آلمان است که در امبرگ-سولزباخ واقع شده‌است. بیرگلاند ۱٬۸۴۲ نفر جمعیت دارد.